# Edda Fauna
Le Edda Fauna  est un navire de service polyvalent pour les travaux offshore appartenant à Østensjø Rederi et exploité par la société norvégienne DeepOcean. Il est à la fois un navire de ravitaillement offshore et un navire effectuant des travaux de construction ou des opérations d'inspection, d'entretien et de réparation (IMR).

## Caractéristiques
Le Edda Fauna est un navire qui a été construit au chantier naval norvégien de Brattvåg de Aker Yards (anciennementSTX Europe). Son pont de travail de 610 m² peut recevoir jusqu'à 10 tonnes/m² pour une capacité maximale de fret de 2.200 tonnes. Sous le pont la surface de stockage est de 650 m². Il est équipé d'une grue offshore de 100 tonnes et de diverses petites grues de pont.
Il est équipé, sous hangar, de deux sous-marins télécommandés (ROV) de type Supporter, capables d'effectuer des tâches à des profondeurs allant jusqu'à 3.000 mètres et d'un ROV d'observation.
Le déplacement vers le chantier s'effectue à une vitesse maximale de 12 nœuds (vitesse de fonctionnement de 13 nœuds) et la précision de l'installation est assurée par le système de positionnement dynamique. 
Il y a des cabines à bord pour 90 personnes. La livraison du personnel et des marchandises peut être effectuée à l'aide d'une hélisurface conçu pour recevoir des hélicoptères de type Sikorsky S-92.

### Articles externes
- EDDA FAUNA - Site marinetraffic
- Edda Fauna - Site DeepOcean
- Edda Fauna - Site Østensjø Rederi